# Lee Konitz
Lee Konitz, all'anagrafe Leon Konitz (Chicago, 13 ottobre 1927 – New York, 15 aprile 2020), è stato un sassofonista e compositore statunitense di musica jazz.

## Biografia
Lee Konitz inizia a suonare il clarinetto all’età di undici anni, ispirato da Benny Goodman (tra i suoi primi riferimenti musicali insieme a Count Basie e Glenn Miller). I genitori, pur non offrendogli particolari stimoli musicali, ne sostengono il percorso artistico e lo mandano a lezione dal clarinettista classico Lou Honig. Ancora molto giovane, inizia a suonare nei locali da ballo di Chicago ed entra nelle orchestre di Teddy Powell e Jerry Wald. Per soddisfare le offerte di lavoro inizia a suonare il sax tenore e il contralto (quest’ultimo diventerà il suo strumento principale). Konitz racconta di aver iniziato a suonare il sax con un’imboccatura molto rigida, sviluppata sul clarinetto, e che grazie a ciò è riuscito a sviluppare il suo timbro così caratteristico.

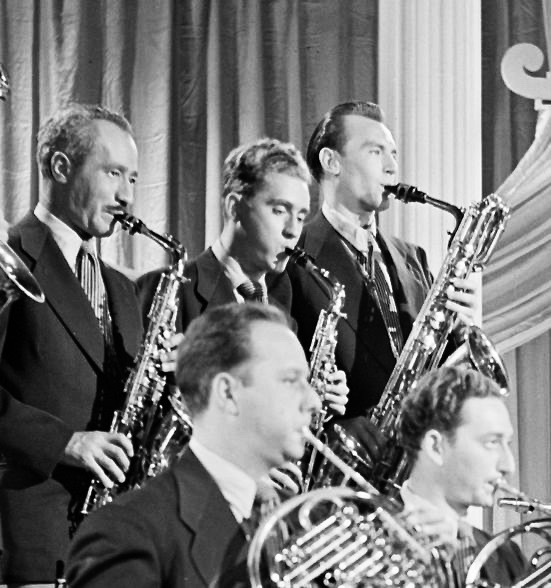
Lee Konitz in alto al centro. New York, settembre 1947

A Chicago, Konitz incontra Lennie Tristano, e inizia a studiare con lui. L’idea musicale di Tristano, radicale e decisamente controcorrente rispetto alla scena bebop, avrà un’influenza profonda sul percorso artistico di Konitz. Studia a fondo il linguaggio di Lester Young, considerato da Tristano uno dei più grandi maestri dell'improvvisazione. Ammira e studia anche la musica di Charlie Parker, senza tuttavia diventare uno dei suoi numerosi imitatori, il che costituisce uno dei suoi punti di forza già dall'inizio della sua carriera. Tristano invita Konitz a far parte del suo gruppo: nel 1949, durante le Capitol sessions, incidono i loro brani più noti (ripubblicati nella raccolta Intuition nel 1996). Tra questi hanno particolare importanza Intuition e Digression, che sono ritenuti i primi esempi di improvvisazione informale collettiva (ovvero senza alcun elemento prestabilito) mai registrati nella storia del jazz.
Nel frattempo, Konitz intraprende altre collaborazioni. Tra il 1947 e il 1948 suona nell’orchestra di Claude Thornhill, e dal 1948 al 1950 fa parte della tuba band di Miles Davis, nota per l’album Birth of the Cool (pubblicato solo nel 1957).
Nel 1952 entra nell’orchestra di Stan Kenton. Negli anni ‘50 collabora con numerosi grandi jazzisti, tra cui: Bill Evans, Chet Baker, Gerry Mulligan e Charles Mingus. Prende gradualmente le distanze da Tristano, che disapprova le sue collaborazioni commerciali, ma continua il sodalizio con alcuni musicisti della sua cerchia: Warne Marsh, Billy Bauer, Sal Mosca e altri. L'ultima reunion del gruppo di Tristano sarà nel 1964.
Gli anni '60 e '70 sono i più difficili della carriera di Konitz, che ha poco interesse per la fusion e certe tendenze avanguardistiche che si affermano in questo periodo. Tuttavia nel 1961 incide l'album Motion, insieme a Sonny Dallas e Elvin Jones, uno dei suoi lavori più riusciti. Un altro lavoro importante è The Lee Konitz Duets, registrato nel 1967, in cui Konitz esplora la dimensione del duo nelle combinazioni più svariate.
Nell'ultima parte della sua carriera, Konitz ha lavorato soprattutto come solista freelance, facendo frequentissimi tour insieme a sezioni ritmiche locali, sia in America che in Europa.
Konitz muore il 15 aprile 2020 al Lenox Hill Hospital di New York dopo aver contratto il COVID-19.

## Stile
Lungo l’arco della sua attività musicale, Lee Konitz ha approfondito la pratica dell’improvvisazione intuitiva, teorizzata da Tristano. Secondo questa concezione, il processo improvvisativo deve essere privo di qualsiasi pianificazione, e si devono evitare licks e soluzioni già conosciute. La scelta del percorso melodico dev’essere quanto più possibile consapevole, nota dopo nota. Di conseguenza, il fraseggio Konitz (come quello di Tristano, Marsh e altri tristaniani) è complesso e mai simile a se stesso, pur mantenendo una notevole coerenza interna. A differenza di Tristano, tuttavia, Konitz ha progressivamente diminuito la sua complessità ritmica, prediligendo una maggiore essenzialità e chiarezza. Konitz sottolinea l’importanza della melodia rispetto all’armonia. Più che muoversi dentro una sequenza di accordi, costruisce le sue improvvisazioni come variazioni sul tema.
Il suo repertorio è rimasto essenzialmente immutato da Tristano fino al termine della sua attività musicale: per decenni Konitz ha suonato gli stessi standard (All the Things You Are era tra i suoi preferiti), trovando sempre nuove idee a partire dallo stesso materiale di partenza. Spesso ha scritto contrafact, ovvero nuove melodie sulla stessa struttura armonica, a partire da questi standard: il più famoso è Subconscious-Lee, scritto come esercizio mentre studiava da Tristano, sulla struttura di What Is This Thing Called Love?.
A causa della complessità della sua musica, dell’atteggiamento rilassato sul palco e del categorico rifiuto per lo spettacolarismo, Konitz è stato definito come musicista cerebrale e poco incline alle emozioni, e la sua musica è stata associata al cool jazz. Tale definizione oggi è priva di accezione negativa e si è diffusa, ma lo stesso Koniz l’ha sempre rifiutata, e la critica oggi tende a considerare superficiale una contrapposizione tra jazz hot e cool.

## Discografia

### Come leader/co-leader
- 1949 - Lee Konitz (Prestige) (a nome di Lee Konitz Quintet)
- 1949 - Subconscious-Lee (Prestige/OJC)
- 1951 - Sax of a Kind (Dragon)
- 1953 - Konitz Meets Mulligan (Pacific Jazz)
- 1953 - Lee Konitz/Bob Brookmeyer in Paris (Vogue)
- 1954 - In Harvard Square (Black Lion)
- 1954 - Jazz at Storyville (Black Lion)
- 1954 - Konitz (Black Lion)
- 1955 - Lee Konitz/Warne Marsh (Atlantic) (con Warne Marsh)
- 1956 - Inside Hi-Fi (Atlantic)
- 1956 - Lee Konitz Featuring Hans Koller, Lars Gullin, Roland Kovac (Swingtime)
- 1957 - The Real Lee Konitz (Atlantic)
- 1957 - Tranquility (Verve)
- 1958 - An Image: Lee Konitz with Strings (Verve)
- 1958 - Very Cool (Verve)
- 1959 - Lee Konitz Meets Jimmy Giuffre (Verve)
- 1959 - Live at the Half Note (Verve)
- 1959 - You and Lee (Verve)
- 1961 - Motion (Verve) (a nome di Lee Konitz Trio)
- 1965 - Trio and Quartet (Magnetic)
- 1966 - Modern Jazz Compositions from Haiti (Impulse!)
- 1967 - The Lee Konitz Duets (Milestone/OJC)
- 1968 - European Episode (CAM)
- 1968 - Impressive Rome (CAM)
- 1969 - Peacemeal (Milestone)
- 1970 - Lee Konitz Sax Duets (Music Minus One)
- 1971 - Spirits (Milestone/OJC)
- 1974 - I Concentrate on You (A Tribute to Cole Porter) (SteepleChase)
- 1974 - Jazz Juan (SteepleChase)
- 1974 - Lone-Lee (SteepleChase)
- 1974 - Satori (Milestone/OJC)
- 1975 - Chicago 'n' All That Jazz (Denon/LaserLight)
- 1975 - Oleo (Sonet) (a nome di Lee Konitz Trio)
- 1975 - Windows (SteepleChase) (con Hal Galper)
- 1976 - Figure and Spirit (Progressive) (a nome di Lee Konitz Quintet)
- 1976 - Lee Konitz Meets Warne Marsh Again (PAUSA) (con Warne Marsh)
- 1977 - Pyramid (Improvising Artists)
- 1977 - Tenorlee (Candid)
- 1977 - The Lee Konitz Nonet (Chiaroscuro)
- 1977 - The Lee Konitz Quintet (Chiaroscuro)
- 1979 - Live at Laren (Soul Note) (a nome di Lee Konitz Nonet)
- 1979 - Seasons Change (Circle) (con Karl Berger)
- 1979 - Yes, Yes Nonet (Steeple Chase)
- 1980 - Heroes (Verve) (con Gil Evans)
- 1980 - Live at the Berlin Jazz Days (MPS) (con Martial Solal)
- 1982 - Toot Sweet (Owl) (con Michel Petrucciani)
- 1983 - Art of the Duo (Enja)
- 1983 - Dedicated To Lee: Lee Konitz Plays The Music of Lars Gullin (Dragon)
- 1983 - Dovetail (Sunnyside)
- 1983 - Glad, Koonix! (Dragon)
- 1983 - Star Eyes, Hamburg 1983 (HatOLOGY) (con Martial Solal)
- 1984 - Wild as Springtime (GFM)
- 1986 - Ideal Scene (Soul Note) (a nome di Lee Konitz Quartet)
- 1986 - Medium Rare (Label Bleu)
- 1987 - The New York Album (Soul Note) (a nome di Lee Konitz Quartet)
- 1988 - Blew (Philology) (con The Space Jazz Trio)
- 1988 - Solitudes (Philology) (con Enrico Pieranunzi)
- 1989 - In Rio (MA)
- 1989 - Konitz in Denmark (Rightone)
- 1989 - Round and Round (Music Masters)
- 1990 - Once Upon a Line (Musidisc)
- 1990 - S'Nice (Nabel) (con Frank Wunsch Quartet)
- 1990 - Zounds (Soul Note)
- 1991 - Friends (Dragon) (con Lars Sjosten Quartet)
- 1991 - Lullaby of Birdland (Candid)
- 1992 - Frank-Lee Speaking (West Wind)
- 1992 - From Newport to Nice (Philology)
- 1992 - Jazz Nocturne (Evidence) ( a nome Lee Konitz Quartet, con Kenny Barron)
- 1992 - Leewise (Storyville) (con The Jazzpar All Star Nonet)
- 1992 - Lunasea (Soul Note)
- 1993 - Brazilian Rhapsody (BMG/Music Masters)
- 1993 - Italian Ballads, Volume1 (Philology)
- 1993 - Rhapsody II (Evidence)
- 1993 - Rhapsody (Evidence)
- 1993 - So Many Stars (Philology)
- 1993 - Speakin' Lowly, Volume 1 (Philology) (con Renato Sellani)
- 1994 - A Venezia (Philology) (con Orchestra Il Suono Improvviso)
- 1994 - Swiss Kiss (TCB) (con Alain Guyonnet)
- 1995 - Breaths and Whispers (Homage to Alexandr Skrjabin) (Philology) (con Umberto Petrin)
- 1995 - Free with Lee (Philology)
- 1995 - Haiku (Nabel) (a nome di Lee Konitz Quintet)
- 1995 - Move (Moon)
- 1995 - Step Towards a Dream (Odin) (con John Pl Indreberg)
- 1995 - Thingin' (HatOLOGY) (con Don Friedman/Attila Zoller)
- 1996 - Alone Together (Blue Note) (a nome di Lee Konitz Trio)
- 1996 - Guarana (AxolOtl Jazz)
- 1996 - It's You (SteepleChase)
- 1996 - Lee Konitz Meets Don Friedman (Camerata)
- 1996 - Live at the Manhattan Jazz Club (GAM) (con Jeanfranois Prins Trio)
- 1996 - Strings for Holiday: A Tribute To Billie Holiday (Enja)
- 1996 - Unaccompanied Live in Yokohama (PSF)
- 1997 - Body and Soul (Camerata)
- 1997 - Dearly Beloved (SteepleChase)
- 1997 - Out of Nowhere (SteepleChase) (con Paul Bley)
- 1997 - The Frankfurt Concert (West Wind) (con Frank Wunsch)
- 1997 - Twelve Gershwin in Twelve Keys (Philology) (con Franco D'Andrea)
- 1998 - Dialogues (Challenge)
- 1998 - Inside Cole Porter (Philology) (con Franco D'Andrea)
- 1998 - L' Age Mur (Philology) (con Enrico Rava)
- 1998 - Saxophone Dreams (Koch)
- 1998 - Self Portrait (Philology)
- 1998 - Subconscious-Lee (Summit) (con Johannes Schaedlich)
- 1998 - Tender Lee (for Chet) (Philology)
- 1999 - Another Shade of Blue (Blue Note) (a nome di Lee Konitz Trio)
- 1999 - Dig-It (SteepleChase) (con Ted Brown)
- 1999 - Three Guys (Enja) (con Steve Swallow/Paul Motian)
- 2000 - Play French Impressionist Music from the Turn of the Twentieth Century (Palmetto) (con The Axis Quartet)
- 2000 - Pride (SteepleChase)
- 2000 - RichLee! (SteepleChase) (con Rich Perry)
- 2000 - Sound of Surprise (RCA Victor) (a nome di Lee Konitz Quartet)
- 2001 - Inside Rodgers (Philology) (con Franco D'Andrea)
- 2001 - Minority, Volume 2: All The Way (The Soft Ways) (Philology) (con Renato Sellani)
- 2001 - Parallels (Chesky) (a nome di Lee Konitz Quintet)
- 2001 - Some New Stuff (DIW) (a nome di Lee Konitz Trio)
- 2002 - At the New Mississippi Jazz Club (Philology)
- 2002 - Duas Contas (Philology) (con Irio De Paula)
- 2002 - Gong with Wind Suite (Steeplechase) (con Matt Wilson)
- 2002 - Listen... Silent (Dodicilune) (con Marco di Gennaro)
- 2002 - Outra Vez (Philology) (con Barbara Casini)
- 2003 - A Day in Florence (Philology)
- 2003 - Live-Lee (Milestone)
- 2003 - Suite for Paolo (Philology) (con Stefano Bollani)
- 2003 - Unleemited (Owl) (con Kenny Werner)
- 2004 - One Day With Lee (Capri)
- 2004 - Sound-Lee (Membran International)
- 2004 -BargaLee (Philology)
- 2006 - Infant eyes. The Music of Wayne Shorter (Philology) (con Claudio Fasoli)
- 2006 - Inventions (OmniTone) (con Ohad Talmor String Project)
- 2006 - New Nonet (directed by Ohad Talmor) (OmniTone)
- 2007 - Portology (featuring the Orquestra Jazz de Matosinhos) (OmniTone) (con la Ohad Talmor Big Band)
- 2007 - The Glen Gould Session (Philology) (con Brian Dickenson)
- 2007 - The Soprano Sax Album: Standards (Philology) (con Riccardo Arrighini)
- 2011 - Knowinglee (Outnote) (con Dave Liebman/Richie Beirach)
- 2011 - Live at Birdland (ECM) (con Brad Mehldau/Charlie Haden/Paul Motian)
- 2013 - Live in Genoa 1981 (Tramonti) (con Art Farmer)
- 2015 - Sweet & Lovely (Paddle Wheel) (con Charlie Haden)
- 2017 - Frescalalto (Impulse!) - 2017

### Come sideman
- 1943 - Retrospective (Capitol) (con Stan Kenton)
- 1947 - The Uncollected Claude Thornhill and His Orchestra (Hindsight) (con Claude Thornhill and His Orchestra)
- 1949 - Birth of the Cool (Capitol) (con Miles Davis)
- 1949 - Intuition (Capitol) (con Lennie Tristano/Warne Marsh)
- 1951 - New Sounds (Prestige) (con artisti vari)
- 1952 - City of Glass: Stan Kenton Plays Bob Graettinger (Capitol) (con Stan Kenton)
- 1968 - Alto Summit (BASF) (con artisti vari)
- 1968 - Zo-Ko-Ma (MPS) (con Attila Zoller)
- 1972 - Charles Mingus and Friends in Concert (Columbia) (con Charles Mingus)
- 1973 - Altissimo (WestWind) (con artisti vari)
- 1975 - Jazz Exchange (Storyville) (con Warne Marsh Quintet)